# Repojärvi (sjö i Lappland, lat 66,80, long 26,58)
Repojärvi är en sjö i Finland. Den ligger i kommunen Rovaniemi i landskapet Lappland, i den norra delen av landet, 700 km norr om huvudstaden Helsingfors. Repojärvi ligger 196,2 meter över havet. Den är 2 meter djup. Arean är 88,9 hektar och strandlinjen är 6,39 kilometer lång. Sjön  ingår i Kemi älvs huvudavrinningsområde.   Den ligger vid sjön Hautajärvi. 
I övrigt finns följande vid Repojärvi:
- Ala-Naarma (en sjö)
- Hautajärvi (en sjö)